# Creg Willey's Hill

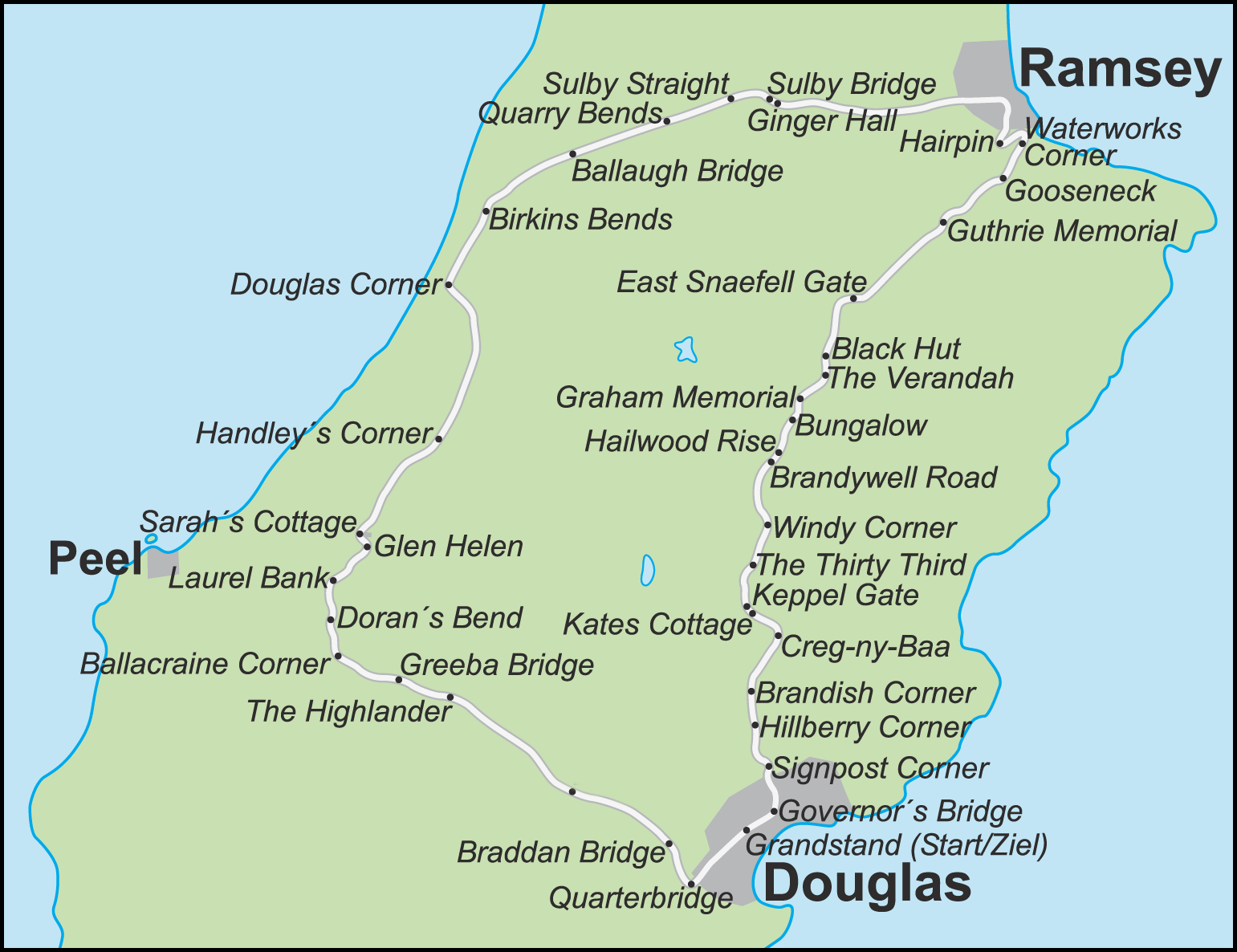
Creg Willey's Hill ligt langs het westelijk deel van het circuit tussen Sara's Cottage en Handley's Corner

Creg Willey's Hill (Manx: Creg Willy Syl - Willy Sylvester's Rock) is een markant punt op het eiland Man. Het ligt langs de A3 van Castletown naar Ramsey in de parochie German.

## Isle of Man TT en Manx Grand Prix
Creg Willey's Hill ligt bij de 10e mijlpaal van de Snaefell Mountain Course en is een van vele markante punten langs dit stratencircuit dat wordt gebruikt voor de Isle of Man TT en de Manx Grand Prix. Het maakte ook deel uit van de Highroads Course en de Four Inch Course, die gebruikt werden voor de Gordon Bennett Trial en de RAC Tourist Trophy van 1904 tot 1922 en van de St John's Short Course die van 1907 tot 1910 werd gebruikt voor de Isle of Man TT.

## Circuitverloop

### 10e mijlpaal, Lambfell Beg en Lambfell Moar
Hoewel de A3 al tussen Glen Helen en Sarah's Cottage lichtjes stijgt, begint na de bocht bij Sarah's pas de echte helling, die plaatselijk iets meer dan 12% bedraagt. Toen men tussen 1907 en 1910 de Snaefell Mountain Course voor de motorraces nog niet kon gebruiken vanwege de hellingen van de berg Snaefell, werd de St John's Short Course gebruikt. Hier was Creg Willey's Hill echter nog steeds een spelbreker, want geen enkele motorfiets kon deze helling met alleen de kracht van de motor nemen. Gelukkigen, zoals de rijders van Matchless, konden meetrappen, maar de meesten moesten afstappen en meeduwen, waardoor zowel motor als rijder met overhittingsverschijnselen boven kwamen. Toen rond 1910 koppelingen en versnellingsbakken hun intrede deden, was dit probleem opgelost. De Norton Manx en Matchless G50 eencilinders konden in de jaren vijftig in de tweede versnelling langs Sarah's Cottage, maar opschakelen was er op Creg Willey's Hill bijna niet bij. Bovendien bestaat de klim uit een hele serie flauwe bochten, waardoor de volledige concentratie bij de weg moest blijven. Zelfs na de dure en langdurige werkzaamheden in de jaren dertig, waarbij de weg werd verbreed, bleven de coureurs langs de afgrond links en het talud rechts rijden. Tegenwoordig leveren de motorfietsen ruim voldoende vermogen om de klim te nemen. Dat maakt het ook bij Sarah's Cottage wat veiliger, want rijders zijn niet meer gedwongen om hier snelheid vast te houden voor de komende klim langs de 10e mijlpaal, de ruïne van Lambfell Beg en de boerderij Lambfell Cottage (Lambfell Moar) richting de top van de heuvel. Toch gaat het soms fout: in 1938 viel Georg "Schorsch" Meier hier met zijn BMW RS 500 tijdens de Senior TT, die hij in 1939 wist te winnen. In 1990 viel Nick Jefferies zo hard dat hij een schouder en een enkel brak en (niet voor de eerste keer) een helikoptervlucht naar Nobles Hospital in Douglas mocht meemaken. Ian Lougher vond Creg Willey's Hill een van de leukste stukken van de Mountain Course. Hij beschreef het bochtenspel op de heuvel als "poetry in motion".
Al in de jaren zestig waren de motorfietsen zo snel dat het vaak voorkwam dat men bovenaan een al dan niet bedoelde wheelie maakte. In 1966 schreef de pers over Giacomo Agostini, de veruit de langste wheelies maakte op de heuvel. Hij deed het met opzet en gebruikte een bultje in de weg als aanzet voor zijn wheelies. Agostini was er trouwens bekend om, niet voor niets werd een gedeelte van Quarterbridge Road "Ago's Leap" (Ago's sprong) genoemd. In 1970 schatte Tom Herron zijn snelheid op Creg Willeys Hill op 180 km/h, maar tegenwoordig is het uiteraard veel sneller en de coureurs kunnen niet volgas door de bochten. Sommigen maken nog steeds een wheelie op de top, maar omdat dat ook een flauwe rechter bocht vormt, rijden ze naar rechts overhellend op het achterwiel.
Creg Willeys Hill is de afsluiting van een boomrijk en bochtig circuitdeel dat bij de bocht in Ballacraine begint. Na de heuvel rijdt men de open en snelle Cronk-y-Voddy Straight op.

## Gebeurtenissen bij Creg Willey's Hill
- Op 27 juni 1911 viel Victor Surridge tijdens de training voor de Senior TT. Hij werd naar het Glen Helen Hotel gebracht, waar hijj overleed. Surridge was het eerste dodelijke slachtoffer van de Snaefell Mountain Course, die in dat jaar voor het eerst werd gebruikt.
- Op 31 augustus 1977 verongelukte Ivan Houston met een 350cc Yamaha tijdens de training voor de Manx Grand Prix op Creg Willey's Hill.

## Trivia
- In 1907 werd de eerste Isle of Man TT georganiseerd. Omdat motorfietsen nog niet sterk genoeg waren om de heuvelsecties op de flanken van de berg Snaefell te beklimmen, werd niet op de Snaefell Mountain Course gereden, maar op de veel kortere St John's Short Course. Creg Willey's Hill was echter zó steil dat de latere winnaar Charlie Collier met zijn Matchless moest meetrappen om de heuvel op te komen. De Triumph's hadden geen pedalen en daardoor verloor Jack Marshall de race. In 1907 werden pedalen dan toch verboden en dat hielp inderdaad: Marshall won de eencilinderklasse.
- Graham Walker reed in 1925 met een Sunbeam in de Sidecar TT. Bij Creg Willey's Hill trapte een onvoorzichtige toeschouwer op de heuvel een groot rotsblok los, dat voor de wielen van Walker terechtkwam. De combinatie vloog over de kop en de race van Walker was ten einde.
- Harold Rowell werkte jaren als travelling marshal, maar in de jaren dertig reed hij als goede amateur met een Rudge in de Manx Grand Prix. De race was kennelijk belangrijk voor de fabriek, want men vroeg Rowell een oogje te houden op de jonge H.D. Knowles, die nog een trainingsronde moest rijden en zich nog niet gekwalificeerd had voor de Lightweight TT. Rowell volgde Knowles op de voet, tot diens machine er op Creg Willey's Hill mee ophield. Harold Rowell pakte snel een steeksleutel en verwisselde de nummerplaten van de beide machines en Knowles kon op de lopende machine zijn ronde voltooien, snel genoeg om zich te kwalificeren. Jammer genoeg viel hij in de race uit, maar Rowell werd tweede achter Denis Parkinson met een Excelsior. Als gerespecteerd lid van de organiserende Manx Motor Cycle Club en bekend bij velen op het eiland was het voor Rowell een nerveuze week, want uiteraard was dit kunstje niet toegestaan en hij was bang dat iemand het gezien had.
- In de beginjaren was overstekend vee op het circuit van Man niets bijzonders en helemaal in het begin moesten de coureurs tijdens de race soms zelfs nog schaapspoorten openen en sluiten. In de jaren vijftig hielden de boeren het vee tijdens trainingen en races in de wei, maar soms ging het fout. Toen John Surtees in 1956 tijdens de trainingen op Creg Willey's Hill reed sprong er een koe op de weg, die hij naar eigen zeggen "midscheeps" raakte. De koe strompelde weg, maar de MV Agusta van Surtees was zo krom dat hij de race met een reservemotor moest rijden. Hij won alsnog en hem werd later verteld dat de koe ook volledig hersteld was.

(Markante punten in cursief zijn onofficiële punten of worden alleen gebruikt binnen Marshal Sectors)
1e mijl:
TT Grandstand ·
Nobles Park ·
St Ninian's Crossroads ·
Bray Hill ·
Ago's Leap ·
Quarterbridge Road ·
1st Milestone ·
2e mijl:
Wal Handley Memorial Seat ·
Quarterbridge ·
Port-y-Chee Meadow ·
Braddan Bridge ·
Jubilee Oak ·
Braddan Bridge House ·
Braddan Depot ·
Snugborough (Cronk Dhoo) ·
2nd Milestone ·
3e mijl:
Union Mills (Mullen Dhoo, Mwyllin Dhoo Aah, Mullin Doway) ·
Railway Inn ·
Ballahutchin Hill (Elm Bank Hill) ·
3rd Milestone ·
4e mijl:
Ballafreer ·
Glenlough ·
Ballagarey Corner ·
Glen Vine (Glen Darragh) ·
Ballabeg ·
4th Milestone ·
5e mijl:
Crosby ·
Crosby Left (Vicarage Corner) ·
Crosby Cross-Roads ·
5th Milestone ·
6e mijl:
Crosby Hill (Ballaglonney Hill of Halfway Hill) ·
Halfway House (The Waggon & Horses) ·
St Trinian's ·
The Highlander ·
Greeba Verandah ·
Pear Tree Cottage ·
Greeba Castle ·
6th Milestone ·
7e mijl:
Appledene (Shimmin's Corner) ·
Central Valley (Greeba Gap) ·
Greeba Bridge ·
The Hawthorn ·
Knock Breck ·
Gorse Lea ·
7th Milestone ·
8e mijl:
Ballagarraghyn ·
Ballacraine ·
Ballaspur ·
Ballig ·
8th Milestone ·
9e mijl:
Ballig Bridge ·
Doran's Bend ·
Laurel Bank ·
9th Milestone ·
10e mijl
Glen Moar Mill ·
Black Dub ·
Quarter-Distance Marker ·
The Vaish ·
Glen Helen (Glen Rhenass) ·
Sarah's Cottage ·
Creg Willey's Hill ·
10th Milestone ·
11e mijl:
Lambfell Beg ·
Lambfell (Moar) Cottage ·
Cronk-y-Voddy (Cronk-y-Voddy Straight) ·
Cronk-y-Voddy Cross Roads ·
Molyneux's ·
Cronk Bane Farm ·
11th Milestone ·
12e mijl:
Drinkwater's Bend ·
Handley's Corner (Cronk-y-Fedjag, Ballamenagh) ·
12th Milestone ·
13e mijl:
McGuinness's (Shoughlaigue Bridge) ·
Ballaskyr ·
Barregarrow Cross Roads (Cronk Aashen) ·
Barregarrow ·
Little Bray ·
Barregarrow Bottom ·
Cammal Farm ·
Cronk Urleigh ·
13th Milestone ·
14e mijl:
Ballalonna Bridge ·
Westwood Corner ·
Ballakinnag ·
14th Milestone ·
15e mijl:
Douglas Road Corner ·
Glen Wyllin Corner ·
The Mitre ·
Dave Saville Memorial Seat ·
Kirk Michael ·
The White House ·
15th Milestone ·
16e mijl:
Birkin's Bend ·
Rhencullen ·
Bishopscourt ·
Bishopscourt Farm Bends ·
Bishopscourt Straight ·
Orrisdale North ·
16th Milestone ·
17e mijl:
Dub Cottage (Bishop's Dub) ·
Alpine Cottage ·
Balla Cobb ·
17th Milestone ·
18e mijl:
Ballaugh Bridge ·
Ballaugh ·
Gwen's ·
Ballacrye Corner ·
Ballacrye ·
18th Milestone ·
19e mijl:
Quarry Bends ·
Ballavolley ·
Wildlife Park ·
Sulby Straight ·
Half-distance Marker ·
19th Milestone ·
20e mijl:
Sulby ·
Sulby Glen Hotel ·
Sulby Crossroads ·
Sulby Bridge ·
20th Milestone ·
21e mijl:
Ginger Hall ·
Kerrowmoar ·
21st Milestone ·
22e mijl:
Glen Duff ·
Glentramman ·
Temple Corner (Water Through Corner) ·
Glentramman Loop Road ·
Churchtown ·
Caravan ·
22nd Milestone ·
23e mijl:
Lezayre War Memorial ·
Ballakillingan ·
Conker Fields ·
K-tree ·
Sky Hill ·
Milntown Cottage (Pinfold Cottage) ·
Milntown Bridge (Glen Auldyn Bridge) ·
Milntown ·
Gardener's Lane ·
23rd Milestone ·
24e mijl:
Lezayre Road ·
School House Corner (Crossags, Russel's Corner) ·
Parliament Square ·
Queen's Pier Road ·
Ramsey Depot ·
Cruickshanks Corner ·
May Hill ·
24th Milestone ·
25e mijl:
Whitegates ·
Stella Maris ·
Ramsey Hairpin ·
Little Gooseneck ·
Water Works Corner ·
Ballure Reservoir ·
Mountain Section ·
Tower Bends ·
25th Milestone ·
26e mijl:
Gooseneck ·
Joey's (26th Milestone) ·
27e mijl:
Guthrie's Memorial ·
The Cutting ·
27th Milestone ·
28e mijl:
Milligan's Bridge ·
Mountain Mile ·
28th Milestone ·
29e mijl:
Three-Quarter distance marker ·
Mountain Box (East Mountain Gate, East Snaefell Gate) ·
29th Milestone ·
30e mijl:
Casey's (Rice's Corner, George's Folly) ·
Black Hut (Stonebreakers Hut, Shepherd's Hut) ·
John Smyth Memorial Shelter ·
Verandah ·
30th Milestone ·
31e mijl:
Bungalow Bridge ·
Stonebridge ·
Les Graham Memorial ·
Bungalow Bends ·
McIntyre Box ·
Murray's Museum ·
Joey Dunlop Memorial ·
The Bungalow ·
31st Milestone ·
32e mijl:
Hailwood's Rise ·
Hailwood's Height ·
Brandywell (West Mountain Gate, Beinn-y-Phott Gate, Bungalow Gate) ·
Duke's (32nd Milestone) ·
33e mijl:
Windy Corner (Nobles Corner) ·
Nobles Park Road ·
Slieu Lhost Quarry ·
Thirty-Third (33rd Milestone) ·
34e mijl:
Keppel Gate (Clarke's Corner) ·
Kate's Cottage (Shepherd's House) ·
34th Milestone ·
35e mijl:
Creg-ny-Baa (the Keppel Hotel) ·
Gob-ny-Geay (Sunny Orchard) ·
35th Milestone ·
36e mijl:
Brandish Corner (Telegraph Hill, O'Donnell's en Upper Hillberry Corner) ·
Hillberry Corner ·
36th Milestone ·
37e mijl:
Glen Dhoo Farm ·
Hillberry Road ·
Cronk-ny-Mona ·
Johnny Watterson's Lane ·
Signpost Corner ·
Bedstead Corner ·
The Nook ·
37th Milestone ·
38e mijl:
Bemahague ·
Governor's Bridge ·
Governor's Dip ·
Glencrutchery Road ·
38th Milestone